# Assenzio

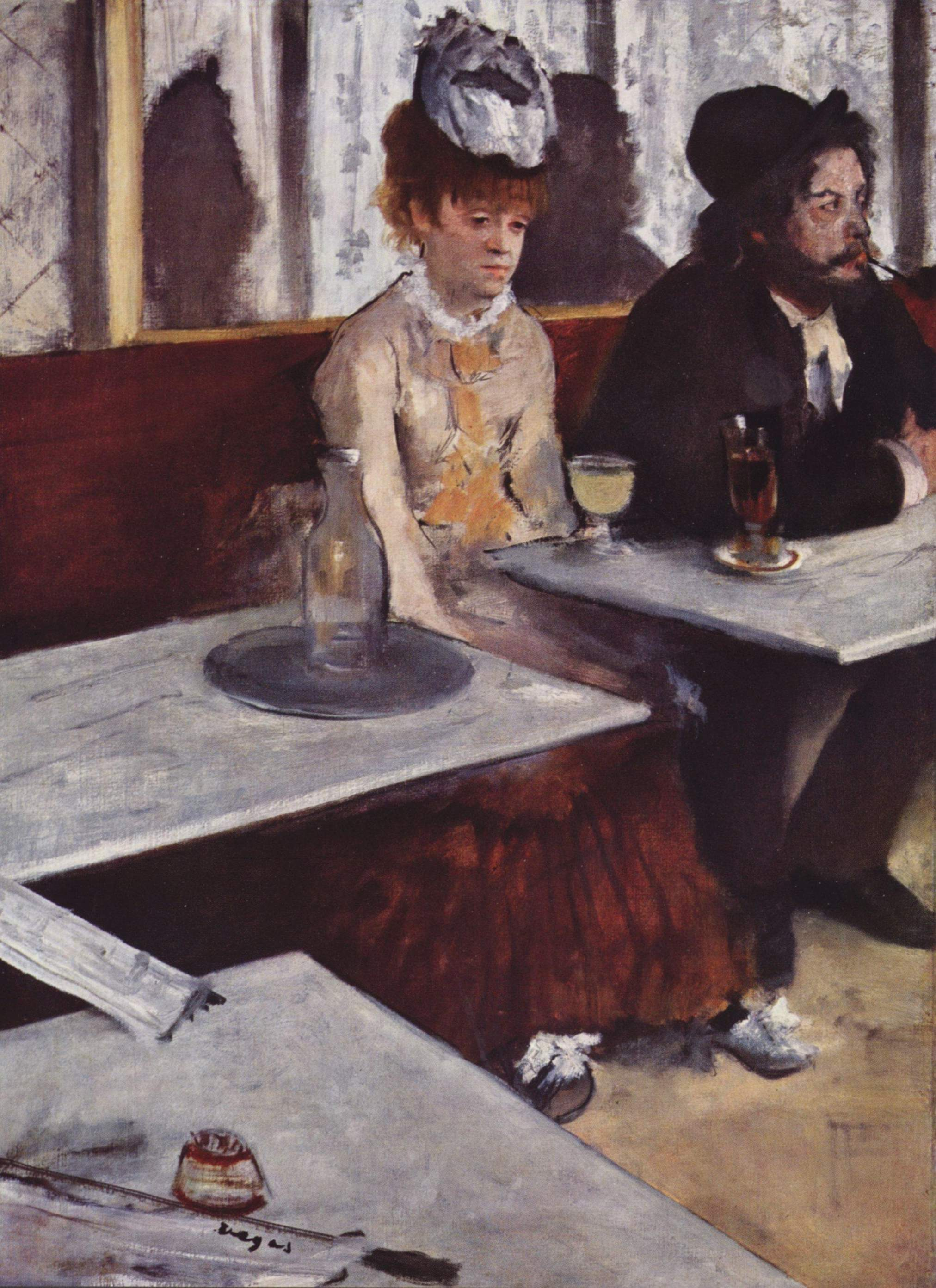
L'assenzio, di Edgar Degas

L'assenzio è un distillato ad alta gradazione alcolica all'aroma di anice, derivato da erbe quali i fiori e le foglie dell'assenzio maggiore (Artemisia absinthium), dal quale prende il nome.

## Storia
L'assenzio fu inventato da un medico francese, Pierre Ordinaire, che in fuga dalla Rivoluzione francese si trasferì a Couvet, in Svizzera, nel 1792. Tra le erbe officinali della zona, che i medici di campagna dell'epoca utilizzavano per preparare rimedi naturali, trovò l'assenzio maggiore, di cui conosceva l'uso nei tempi antichi. Sperimentando con questa pianta iniziò a produrre un forte distillato da circa 60°, contenente oltre all'assenzio molte altre erbe tra cui anice, issopo, dittamo, acoro e melissa. Il liquore di Ordinaire divenne un famoso toccasana a Couvet e assunse già il soprannome la Fée Verte (la Fata Verde). Si pensa che alla sua morte ne tramandò la ricetta segreta alle sorelle Henriod di Couvet, ma è possibile che in realtà le Henriod producessero il proprio assenzio già da prima di Ordinaire.
Nel corso del XIX secolo si diffusero in Francia e Svizzera molte distillerie di assenzio con vari marchi, ma il distillato divenne particolarmente noto alla fine del secolo, grazie alla fama che ebbe tra gli artisti e gli scrittori di Parigi. L'assenzio, consumato da molti artisti famosi con rituali elaborati e accessori stravaganti, divenne un'ispirazione dello stile di vita bohémien. La bevanda ebbe enorme successo in Europa, ma declinò nel giro di poco più di un decennio, a causa di vari fattori: il movimento contro l'alcolismo che si diffuse all'inizio del XX secolo, gli studi scientifici dell'epoca che individuarono la pericolosità del tujone contenuto, e le pressioni dei produttori di vino francesi che ne temevano la concorrenza.

## Caratteristiche
Essendo generalmente di colore verde (tramite la colorazione che avviene per infusione di erbe), l'assenzio si è affermato anche con l'epiteto Fée Verte (Fata Verde). Viene generalmente bevuto aggiungendo dell'acqua ghiacciata e, facoltativamente, dello zucchero.
L'assenzio è noto specialmente a causa dell'associazione con gli scrittori ed artisti parigini del Decadentismo per la popolarità che ebbe in Francia alla fine di quel secolo e all'inizio del successivo, fino alla sua proibizione nel 1915. Carlo Dossi, nelle sue Note Azzurre, dice che Rovani, il romanziere della scapigliatura, faceva un uso smodato di assenzio. La marca di assenzio più conosciuta nel mondo era la Pernod Fils.
L'assenzio appare incolore o di tutte le sfumature della clorofilla, dal giallo tenue al verde smeraldo e ha un sapore complesso dovuto agli aromi delle varie erbe con le quali viene prodotto. In aggiunta alle foglie di assenzio, esso contiene semi di anice verde (l'anice stellato, frequente invece nei suoi surrogati di scarsa qualità, raramente era utilizzato e solo in modeste quantità), semi di finocchio, issopo, melissa, artemisia pontica e diversi altri ingredienti che cambiavano da distilleria a distilleria quali angelica, menta, genepì, camomilla, coriandolo.
L'assenzio è prodotto per macerazione e diretta distillazione degli ingredienti. Successivamente, qualora opportuno, lo si colora con un'ulteriore macerazione di erbe tra cui l'artemisia pontica, l'issopo e la melissa. Varietà meno pregiate di questa bevanda sono fatte per mezzo di essenze o olii mischiati a freddo nell'alcool. Il contenuto alcolico è estremamente elevato per permettere alla clorofilla di restare stabile il più a lungo possibile (tra il 45% ed il 75%).
Storicamente, c'erano 4 varietà di assenzio: ordinario, semi-eccellente, eccellente, e superiore o svizzero, l'ultima delle quali aveva un tenore alcolico maggiore rispetto alle altre. Il miglior assenzio contiene dal 65% al 75% di alcol. Nel diciannovesimo secolo l'assenzio, come molti cibi e bevande del tempo, era occasionalmente contraffatto da affaristi con rame, zinco, indaco, o altre sostanze coloranti per conferirgli il colore verde; questo non fu ovviamente mai fatto dalle migliori distillerie.
Sembrerebbe una tesi priva di fondamento, sorta con l'intenzione di attribuire all'assenzio ottocentesco proprietà proprie di droghe diverse dall'alcol, quella secondo cui l'assenzio venisse in alcuni casi adulterato con oppio: non esiste infatti nessuna fonte attendibile che ne parli.
La diceria che l'assenzio venisse spesso bevuto con gocce di laudano nasce per lo più da esaltazioni dei media di rari casi storicamente documentati. Il laudano era assai poco diffuso e solo tra chi se lo poteva veramente permettere, e questi erano soliti utilizzarlo ovunque capitasse (il più delle volte nel vino): è possibile che costoro lo mettessero anche nell'assenzio, poiché l'assenzio era molto bevuto; quest'usanza è perciò da attribuire solo a pochi ricchi oppiomani.
La notevole popolarità che l'assenzio ebbe durante il XIX secolo (grazie anche a prezzi relativamente contenuti e accessibili a tutti i ceti) portò i produttori di vini, cognac e whisky a iniziare una vera e propria guerra contro l'assenzio, guerra che fu prontamente accolta dai governi per poter porre fine al diffuso alcolismo, piaga del XIX secolo francese.

## Preparazione del distillato

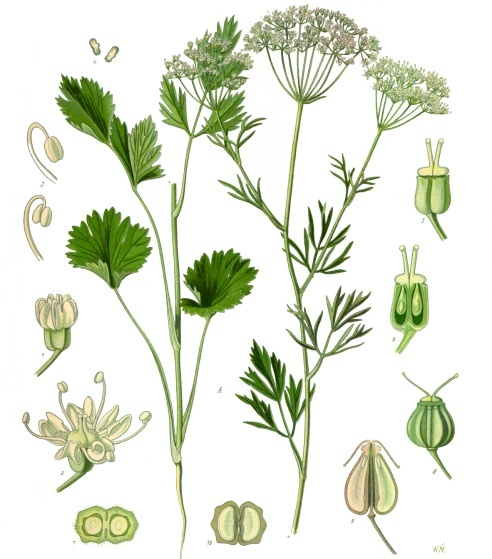
Anice, uno dei principali ingredienti

Il distillato si ottiene per distillazione dell'intera pianta, previa macerazione della stessa in alcool.
In un secondo momento, è possibile trattare il distillato così ottenuto, in infusione con erbe scelte, sia per dare una colorazione al distillato stesso e fargli acquisire la tonalità desiderata nella presentazione estetica del prodotto, che permettergli di acquisire nuovi aromi.
Nei trattati sulla preparazione dell'assenzio di fine ottocento pervenuti, l'assenzio è prodotto solamente per distillazione. Per specifiche si rimanda alla bibliografia. Gli ingredienti distillati base sono:
- semi di anice verde
- Artemisia absinthium
- semi di finocchio.

Altre erbe possono essere miscelate e variano da ricetta a ricetta. Possono trovarsi nella preparazione:
- issopo
- badiana
- radici di angelica
- coriandolo
- camomilla
- veronica
- finocchio selvatico
- menta
- scorza di limone
- scorza di arancia
- resina mirra
- vaniglia

e ancora: altre tipologie di artemisia (pontica, dracunculus, genepi...), cannella, liquirizia, salvia, carcadè, lavanda...
Per la colorazione, possono essere utilizzate: melissa, menta, Artemisia pontica e issopo. Alcune ricette prevedono dai 6 ai 12 ingredienti e ogni distilleria utilizza la sua miscela di erbe. La base dell'absinthe resta tuttavia la stessa ed è comune a tutte le ricette: il distillato del macerato di Artemisia absinthium, semi di anice verde e finocchio.
Nella fabbricazione degli alcolici, è possibile trovare preparati con oli essenziali estratti dai vegetali in questione; anche nel caso dell'Assenzio, alcuni produttori utilizzano questo metodo. Ovviamente, si ottiene un prodotto differente da una distillazione diretta dei macerati; ma più economico per la commercializzazione.

## Preparazione della bevanda

### Generalità
1. La dose di distillato
2. Il cucchiaio con la zolletta
3. L'aggiunta dell'acqua, versata sopra la zolletta
4. Il distillato diluito ed opacizzato, louche, pronto per la consumazione

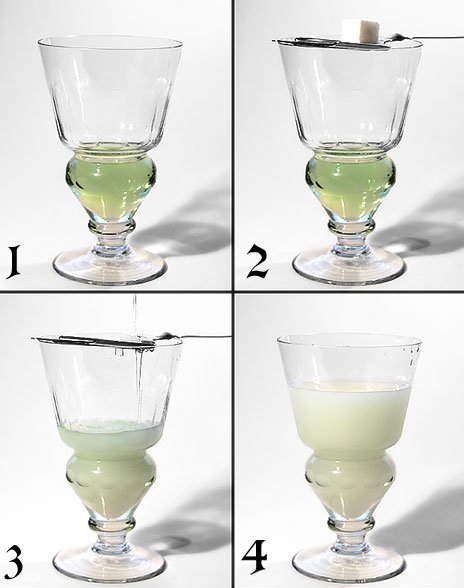
Il metodo classico, la preparazione:
- La dose di distillato
- Il cucchiaio con la zolletta
- L'aggiunta dell'acqua, versata sopra la zolletta
- Il distillato diluito ed opacizzato, louche, pronto per la consumazione

L'assenzio, originariamente, non veniva mai bevuto puro, ma solo preparato con acqua. Classicamente la preparazione avveniva aggiungendo acqua ghiacciata con un rapporto che andava da 3:1 a 5:1, ed una zolletta di zucchero per dolcificare la bevanda. Tale preparazione venne col tempo canonizzata fino a prevedere l'uso di appositi bicchieri e cucchiai forati.
I tipici bicchieri d'assenzio erano in genere dei piccoli calici, eventualmente con una linea di livello per segnalare la giusta dose di distillato. In particolare, il tipo Pontarlier, dal nome dell'omonima cittadina francese, prevede una base ad ampolla per un'immediata determinazione della quantità di assenzio da utilizzare.

### Metodo classico
Sul bicchiere contenente assenzio viene posto un cucchiaio forato su cui viene posata una zolletta di zucchero. Sopra la zolletta viene versata delicatamente, eventualmente goccia a goccia, dell'acqua ghiacciata, in modo da provocare lo scioglimento dello zucchero e la diluizione del distillato, in un rapporto in genere da 3:1 a 5:1.
Durante questa fase, i componenti del distillato che non sono solubili in acqua, quali anice verde, e semi di finocchio, emergono dalla soluzione e tendono ad opacizzarla, andando a dar vita ad un'opalescenza lattiginosa, detta louche, dal francese, opaco o ombreggiato. La diluizione in acqua non era importante solo dal punto di vista dell'abbassamento della gradazione alcolica (tipicamente intorno ai 70°) del distillato, ma anche per consentire all'intero bouquet aromatico della bevanda di svelarsi, poiché nel distillato puro si ha una netta prevalenza dell'anice.
La bevanda veniva poi delicatamente mescolata con lo stesso cucchiaio forato. L'aggiunta di una zolletta di zucchero, ed eventualmente anche più d'una, non nasceva come necessità dal tipo di distillato ma piuttosto dal tipico gusto francese dell'epoca, fine Ottocento, che vedeva una netta prevalenza di bevande dolci.

### Metodi alternativi e spuri
Un metodo alternativo per la diluizione del distillato, di cui si hanno testimonianze dell'epoca, era basato sull'uso di due bicchieri e non prevedeva l'uso di zollette di zucchero. In un calice sufficientemente capiente era deposto un calice più piccolo contenente la dose di distillato. Si provvedeva ad aggiungere acqua ghiacciata, analogamente al metodo classico, fino a che il distillato contenuto nel bicchiere più piccolo non tracimasse completamente. Il metodo era evidentemente macchinoso e non prese mai del tutto piede.
Nella seconda metà dell'Ottocento, quando l'assenzio iniziò la sua fase di crescente popolarità, iniziarono a fare comparsa nei bar e bistrot le fontane. Questi grossi contenitori per l'acqua, lo zucchero ed eventualmente il ghiaccio disponevano di due o più cannelle di modo che gli avventori potessero diluire i loro bicchieri in maniera più agevole.
Con il recente revival conosciuto dall'assenzio a partire dagli anni '90 del '900, seguendo la moda di assimilare l'assenzio alle droghe, ha fatto la sua comparsa un metodo alternativo, flambeau, che, basandosi sul metodo classico, prevede però di bagnare la zolletta di zucchero con dell'assenzio, darle fuoco e poi versarvi sopra l'acqua. A contribuire al successo del metodo, il film Moulin Rouge! di Baz Luhrmann del 2001, in cui, per iniziare alla vita bohémienne il protagonista Ewan McGregor, brindano con assenzio preparato in questo modo. Il film ha prodotto una vera e propria "canonizzazione" di questo stile di preparazione, tanto che lo stesso viene fatto erroneamente risalire all'Ottocento, ed è talvolta indicato come metodo bohémien.
In realtà, il rituale della preparazione dell'assenzio ha una storia precisa. Agli inizi, l'assenzio era bevuto puro, come medicinale, a piccoli sorsi o "cucchiai" come uno sciroppo. L'abitudine di allungarlo con acqua nasce dall'usanza dei soldati francesi in Algeria. Questi infatti erano soliti disinfettare le acque malsane dell'Africa con l'assenzio. Una volta tornati in patria, questa abitudine si diffuse rapidamente. In breve, si iniziò ad addolcirlo con sciroppo di gomma o con orzata, e solo negli ultimi 30-35 anni del XIX secolo si prese l'abitudine (che diventò molto presto il rituale per eccellenza) di sciogliere un pezzo di zucchero, e una zolletta di zucchero in seguito, tramite il cucchiaio forato.
Il rituale flambé, al contrario, ha una storia ben più recente. Tra il 1990 e il 1995, a Praga iniziarono a diffondersi i primi surrogati d'assenzio (che d'assenzio avevano soltanto il nome) e poiché i baristi altro non sapevano se non che le leggende lo volevano come "la droga dei poeti maledetti" non fecero altro che prendere in prestito il rituale dell'eroinomane che scalda l'eroina sul cucchiaio e la adattarono all'assenzio. Questi assenzi avevano un gusto molto più simile all'alcool puro che al tradizionale distillato per tanto tale rituale non ne alterava le qualità, ma anzi serviva a conferirgli un qualche sapore.
Del 2001 è l'uscita di un altro film, La vera storia di Jack lo squartatore - From Hell, che ha contribuito a consolidare un'altra delle leggende moderne in tema, ovvero che la bevanda fosse spesso bevuta con l'aggiunta di laudano.

## Polemiche
L'assenzio è fonte di discussione in Europa. Infatti, il Parlamento Ue ha bocciato la proposta finalizzata a definire chimicamente la bevanda, chiamata anche 'Fée Verte' (la fata verde), che più di ogni altro prodotto alcolico ha sollevato polemiche. Per 409 voti a favore, 247 contro e 19 astensioni, è arrivato il no dalla corte di Strasburgo. Quindi non esiste un parametro (ossia una ricetta di ingredienti) di riferimento per la produzione di questa bevanda.

### Considerazioni generali
Si pensava che un eccessivo uso di assenzio conducesse ad effetti che erano specificamente peggiori rispetto a quelli associati ad altre forme di alcol – il che è vero per alcuni dei prodotti meno meticolosamente adulterati (soprattutto quelli colorati con solfato di rame) –, creando lo stato fisico chiamato absintismo, che in realtà sorge soltanto alla stregua dell'alcolismo, da cui non si differenzia, in soggetti dipendenti da questa bevanda.
L'olio essenziale di Artemisia absinthium contiene un terpene chiamato tujone, il quale in dosi elevate può portare a crisi epilettiche, delirium tremens e morte. In realtà, le quantità di intossicazione da tujone sono pari a 80-100 g, una quantità impossibile da assumere bevendo assenzio che normalmente non può contenere più di 30-40 mg/kg di tujone.
Un assenzio ben fatto, infatti, deve essere distillato, e gran parte del tujone che non si è perso nella fase di essiccazione dell'Artemisia absinthium (il tujone è estremamente volatile e un buon 70-80% evapora durante questa fase) si perde tagliando la "testa" del distillato. Studi più recenti hanno dimostrato che nell'assenzio distillato correttamente – anche in quelli prodotti seguendo le ricette ed i procedimenti tradizionali – rimane solo una minima quantità di tujone.
In realtà, il mito del tujone è da sfatare, poiché già le argomentazioni dell'epoca, che permisero di mettere al bando l'assenzio, facevano riferimento a ben tre sostanze: tujone, anetolo e fenitolo. Probabilmente, il tujone è rimasto l'unico componente che crea scalpore, poiché anetolo e fenitolo, che sono tossici tanto quanto il tujone e altre sostanze presenti in comunissime piante di uso quotidiano (come prezzemolo, alloro, rosmarino, noce moscata ecc.), erano più facilmente riscontrabili in molti amari e anisette. Il tujone al contrario era esclusiva di assenzio, vermouth e genepì (che non vennero tuttavia mai incriminati come l'assenzio).
La grafia non francese della parola "Absinth" venne introdotta per le bevande a base di assenzio prodotte nell'Europa centrale (fino all'inizio degli anni novanta). Questi prodotti in realtà avevano a malapena il nome in comune con l'assenzio del XIX secolo.
Tipicamente, il basso contenuto di erbe presente in queste bevande impedisce la formazione del "louche".

### Contenuto di tujone
La leggenda dell'assenzio è resa intrigante proprio da quanto si narra circa il tujone, peraltro uno dei tantissimi oli essenziali presenti. Sono pochi gli studi scientifici inerenti quest'olio essenziale, e molti di questi non sono oggettivi poiché finanziati all'inizio del XX secolo proprio dai governi che volevano mettere l'assenzio al bando.
Studi condotti negli anni '70 hanno portato (probabilmente in modo erroneo) a considerare il tujone (e i suoi effetti) simili a quelli del THC della cannabis solo perché le due molecole avevano una disposizione spaziale molto simile. Il tujone in verità è un terpene presente in diverse piante come le artemisie (tra cui l'Artemisia absinthium, ma anche il genepì, ovvero l'Artemisia glacialis) e le salvie (anche la Salvia officinalis usata in cucina). Il suo profumo è molto simile a quello del mentolo e lo troviamo tra gli eccipienti del farmaco da banco "Vicks Vaporub".
Ad alti dosaggi il tujone ha effetti devastanti sul sistema nervoso: difficile è definire quali siano questi "alti dosaggi". Gli esperimenti scientifici descrivevano che bastava un grammo di tujone iniettato in vena ad una cavia di laboratorio per portare l'animale al delirium tremens; talvolta, la cavia moriva. Nell'uomo, il cui peso è notevolmente più grande di quello di una cavia, la forza di resistenza è decisamente superiore: un grammo di tujone iniettato in un porcellino d'India equivarrebbe a 100 grammi per un uomo; non ci sarebbe da meravigliarsi se l'iniezione improvvisa di 100 grammi di tujone in un corpo umano potesse avere come conseguenza disturbi seri o addirittura la morte.
Tuttavia, stando ai dati sopra riportati, gli assenzi hanno sempre avuto quantità tali di tujone che una persona, per assumerne tali quantità, dovrebbe bere un centinaio di litri di assenzio. Va da sé che l'alcool porterebbe a danni gravi ben prima. Stesso discorso vale per gli altri due oli essenziali condannati a suo tempo: l'anetolo, ricavato dall'anice e il fenitolo, ricavato dal finocchio. Da rilevare che non sono mai stati considerati come allucinogeni il vermouth, il genepì e i liquori di salvia, che contengono tujone, o l'anice, il mistrà o l'anisetta, che contengono anetolo.
È vero che la pianta Artemisia absinthium contiene moltissimo tujone, ma questo viene perso quasi tutto per evaporazione durante l'essiccazione, e altro tujone ancora si perde nella "testa" della distillazione. È quindi incorretto stimare, come fece nel 1989 Wilfred Arnold, che gli assenzi storici avessero 250 mg/kg di tujone. Arnold fece questa stima considerando la pianta fresca, senza calcolare né l'essiccazione né la distillazione.
Un noto chimico e biologo americano, Ted Breaux, ha passato gli ultimi 11 anni a studiare l'assenzio per capire se veramente fosse quel veleno che le leggende narrano. Egli estrasse con una siringa l'assenzio da antiche bottiglie del XIX secolo arrivate intatte fino ai nostri giorni e le analizzò. I risultati furono stupefacenti: gran parte degli assenzi d'epoca avevano tujone che andava dai 5 ai 9 mg/kg, e solo qualcuno sfiorava i 20–30 mg/kg. Considerando che le normative CEE permettono un limite massimo di 35 mg/kg di tujone, gran parte degli assenzi storici sarebbe tuttora legale da questo punto di vista.

## Caratteristiche del vero assenzio

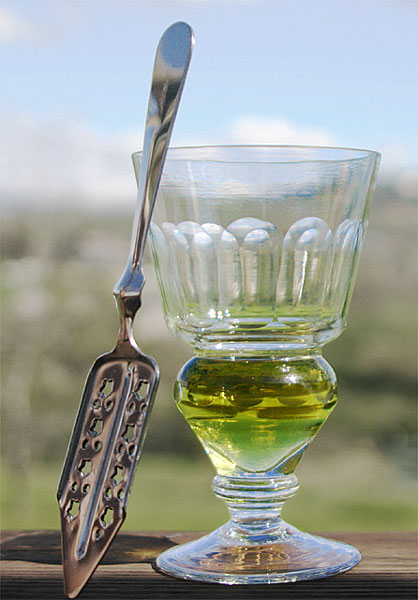
Assenzio con cucchiaio da assenzio

Non tutto l'assenzio è verde. Anche in passato non tutti gli assenzi erano verdi. Considerando solo i veri assenzi e non quei pericolosi surrogati che già in passato circolavano, i colori andavano dal giallino fino al verde smeraldo, passando per tutte le gradazioni di verde. Alcuni erano lasciati addirittura incolore: questa tipologia ebbe una maggiore diffusione dopo la messa al bando perché più facile da contrabbandare.
Tenendo presente che in un vero assenzio la fase più delicata e complessa è proprio la colorazione, va da sé che gran parte degli assenzi colorati di verdi sgargianti e cristallini non siano vero assenzio, ma qualche surrogato colorato artificialmente; sono davvero pochi ai nostri giorni i veri assenzi, colorati naturalmente come vuole la tradizione, ad essere davvero verdi, e molto spesso sono piuttosto costosi.
L'assenzio per essere definito tale deve assolutamente essere distillato. Non esiste vero assenzio solo macerato o fatto con aggiunta di oli essenziali ed essenze all'alcool, e alcuni produttori senza scrupoli, sapendo che il bevitore di assenzio tende a scartare quei prodotti ottenuti con oli essenziali aggiunti, dichiarano di produrre assenzio distillato semplicemente perché loro stessi preparano gli oli essenziali. Per assenzio distillato, al contrario, si intendono solamente quegli assenzi distillati direttamente dalle erbe.
La differenza al palato tra un assenzio distillato e uno macerato o fatto con oli essenziali è enorme. I macerati tendono ad essere pesanti e invasivi esattamente come quelli fatti con oli essenziali, che inoltre lasciano uno sgradevole senso di "unto" al palato. Un vero assenzio deve contenere semi di anice verde. L'anice stellato è un ingrediente tipico dei pastis e raramente veniva usato negli assenzi e solo in minime quantità.
L'anice verde ha un sapore molto aromatico, profumato e secco, mentre l'anice stellato (probabilmente l'anice per come è conosciuto in Italia, quello usato per le caramelle e per la sambuca) è estremamente morbido e rotondo e con un sapore che ricorda molto la liquirizia. Il sapore simile alla liquirizia che si può notare nei veri assenzi non è dato tanto dall'anice stellato bensì dai semi di finocchio.
Gli assenzi di nuova generazione tendono ad utilizzare enormi quantità di anice stellato, tanto da rendere il sapore generale monotematico. In un vero assenzio, al contrario, si devono trovare i profumi e gli aromi di tutte le erbe, per lo meno di quelle principali: l'amarezza piacevole dell'artemisia absinthium nel retrogusto, la morbidezza del finocchio, l'aroma di anice verde, quell'aspetto erbaceo unico dato dall'issopo, la melissa, il coriandolo.
Il sapore dell'assenzio dovrebbe essere un continuo rincorrersi di aromi perfettamente bilanciati: nessun ingrediente dovrebbe dominare. Gran parte dei prodotti moderni non sono troppo diversi dai pastis, ma ce ne sono anche di qualità, specie se seguono ricette e metodi di distillazione originali. Si possono riassumere sinteticamente le caratteristiche del vero assenzio:
- deve essere distillato
- con gradazione tra i 45 e i 75 gradi
- deve intorbidire con aggiunta di acqua ghiacciata
- deve contenere assenzio, semi di anice verde (e non stellato) e finocchio
- deve avere un sapore complesso e bilanciato tra tutti gli ingredienti.

Gli esperti utilizzano queste cinque regole per riconoscere il vero assenzio. Alcuni esperti, oltre ad utilizzare queste regole, usano come confronto l'assenzio prodotto dalle distillerie storiche poiché sono state le prime a dettare le regole gustative e olfattive che definiscono l'assenzio. La Pernod fils è indubbiamente la più antica distilleria storica, seguita a ruota (nel giro di pochi anni) da Berger, Premier fils, Fritz Duval e da innumerevoli altre.
Gli assenzi da loro prodotti hanno ricette, almeno a grandi linee, sostanzialmente simili e metodi di produzione pressoché identici. L'assenzio viene prodotto dall'alcool di vino prodotto esattamente come nell'800 partendo da uve coltivate esattamente come se fossero coltivate negli anni d'oro dell'assenzio e da erbe selvatiche raccolte solo nel periodo di massima maturazione. Anche l'imbottigliamento è autentico: bottiglie dalla forma che rispecchia l'antica bottiglia di assenzio, etichette che ricalcano quasi perfettamente le etichette degli assenzi a cui si rifanno, tappo in sughero e cera lacca.

## Status legale

### Considerazioni generali
Dopo la diffusione della notizia secondo cui alcuni crimini violenti sarebbero stati commessi sotto l'influenza diretta della bevanda (risultata successivamente essere falsa, perché questi crimini erano in realtà stati commessi da persone ubriache, che avevano bevuto molto più che i due bicchieri della leggenda) e alla tendenza generale al consumo di superalcolici a causa della carenza di vino in Francia causata dalla fillossera negli anni tra il 1880 e il 1900, le associazioni contro l'uso di alcoolici e quelle dei produttori di vini presero di mira l'assenzio indicandolo come una minaccia sociale.
Affermarono che rende folli e criminali, trasforma gli uomini in selvaggi e costituisce una minaccia per il nostro futuro. Il dipinto di Edgar Degas L'assenzio, risalente al 1876 (ora conservato al Museo d'Orsay), riassunse la mentalità popolare che vedeva i bevitori "dipendenti" di assenzio come istupiditi e mentalmente offuscati. Émile Zola descrisse le loro gravi intossicazioni nel suo romanzo L'ammazzatoio. Nel 1915 l'assenzio venne ritirato dal commercio in molti paesi e la sua produzione vietata.
Recentemente, l'Unione europea ha legalizzato il commercio di assenzio e liquori simili; comunque sono presenti accurati controlli sul livello di tujone presente.

### Francia

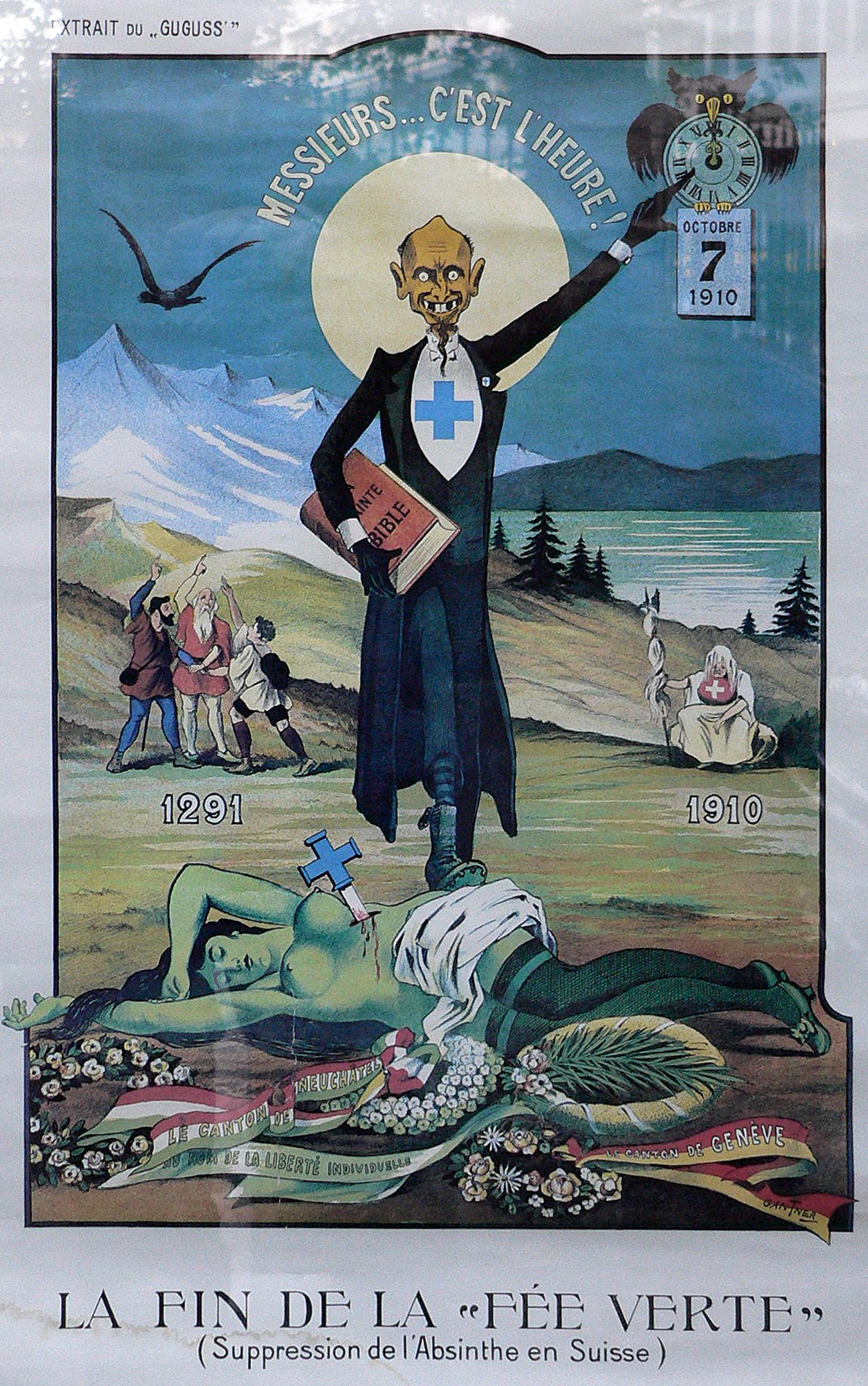
Manifesto che critica la proibizione dell'assenzio in Svizzera

La proibizione dell'assenzio in Francia comportò la nascita di un sostituto dell'assenzio a base di anice stellato (raramente presente nell'assenzio del XIX secolo ma comunissimo nei moderni prodotti) al posto dei semi di anice verde e liquirizia: il pastis. Il pastis, come tutti i liquori a base d'anice furono soggetti a severissimi controlli nei primi anni che ne limitavano la qualità al fine di allontanarli sempre più dal vituperato assenzio: la gradazione alcolica non poteva superare i 32°, non doveva intorbidire con aggiunta di acqua.
Successivamente, la gradazione alcolica venne portata a 40° ma durante il secondo conflitto mondiale il governo francese proibì i pastis poiché intorbidivano le menti dei soldati in trincea. Solo nel 1951 venne rilegalizzato e per festeggiare tale data la Pernod-Ricard (la multinazionale nata dall'aggregazione di alcune delle più importanti distillerie d'assenzio) mise sul mercato il Pastis51. La Francia non ha mai abrogato la legge del 1915, ma una legge del 1988 ha chiarito che il divieto riguarda solo le bevande non conformi con le regolamentazioni dell'Unione europea riguardo al contenuto di tujone, o che sono chiamate esplicitamente "assenzio".
Questo ha provocato una ricomparsa dei bevitori francesi di assenzio, ora rinominato "spirito a base di piante d'assenzio". Dal momento che la legge del 1915 regolava solo la vendita dell'assenzio ma non la sua produzione, certe aziende francesi producono varianti destinate all'esportazione denominate semplicemente "assenzio". I primi assenzi a tornare sul mercato erano in realtà poco più di pastis "arricchiti" con ulteriori erbe e a volte aumentati di gradazione.
Man mano che la popolarità di questa nuova generazione di assenzi cresceva, le vecchie distillerie iniziarono a distillare in segreto i loro antichi assenzi, li fecero analizzare e con lo stupore di tutti potevano essere tranquillamente commercializzati poiché il quantitativo di tujone era ben sotto i limiti previsti (la legge prevede 10 mg/kg di tujone per i liquori e 35 mg/kg di tujone per gli amari. Poiché l'assenzio può a tutti gli effetti rientrare nella categoria "amari" il limite è veramente ampio. Non sono noti assenzi del XIX secolo che superassero queste quantità).

### Italia
Con le direttive 88/388/CEE e 91/71/CEE relative agli aromi destinati a essere impiegati nei prodotti alimentari e ai materiali di base per la loro preparazione, il Consiglio dell'Unione europea e la Commissione europea hanno, tra le altre cose, tolto all'assenzio la condizione d'illegalità, permettendo così ai vari Stati membri di adottare normative che riportassero tale distillato nel libero commercio.
In attuazione di tali direttive, il Governo Andreotti VII ha emanato il Decreto legislativo 25 gennaio 1992, n. 107 pubblicato sulla Gazzetta Ufficiale della Repubblica Italiana - Serie Generale n. 39 del 17 febbraio 1992 (Supplemento Ordinario n. 31) ed entrato in vigore il 3 marzo 1992.
Le sue successive modificazioni e integrazioni non hanno sostanzialmente cambiato, nei riguardi dell'assenzio, tale quadro normativo permissivo. In Italia, in precedenza, in base all'Art. 105 del TULPS vigeva invece un divieto di fabbricazione, importazione e distribuzione per l'assenzio e per le altre bevande la cui gradazione alcolica era superiore al 21%, se aromatizzate con assenzio.

### Paesi Bassi
Nei Paesi Bassi, una legge datata 1909 proibì la vendita e il consumo di assenzio, ma questa legge fu sfidata con successo da un venditore di vino, tale Menno Boorsma, nel luglio 2004, facendo tornare l'assenzio ancora una volta legale. Tuttavia, i querelanti fecero appello e quindi ci dovrà essere un secondo processo in una corte di livello superiore.

### Portogallo e Spagna
L'assenzio non venne mai vietato in Spagna o Portogallo, dove continua ad essere prodotto.

### Regno Unito
Negli anni novanta, un importatore, BBH Spirits, si accorse che non c'era nessuna legge riguardo alla vendita di assenzio nel Regno Unito (non era mai stato vietato), a parte le regolamentazioni presenti su tutte le bevande alcoliche, e divenne nuovamente disponibile per la prima volta dopo quasi un secolo (anche se tassato in modo proibitivo a causa dell'elevato contenuto di etanolo).

### Stati Uniti d'America
In base a quanto sancito dall'United States Customs, «l'importazione di assenzio o altro tipo di liquore contenente Artemisia absinthium è proibita».
L'interpretazione della legge statunitense condivisa dalla maggior parte dei bevitori di assenzio è questa:
- È probabilmente illegale vendere prodotti destinati al consumo che contengono absintolo derivato dalla specie dell'artemisia. Questo deriva da un regolamento della Food and Drug Administration (in contrasto con un regolamento della Drug Enforcement Administration).
- È probabilmente illegale per uno straniero vendere tali prodotti ad un cittadino statunitense, dal momento che i regolamenti doganali vietano specificatamente l'importazione di "assenzio".
- È probabilmente legale comprare tali prodotti per uso personale negli Stati Uniti.
- L'assenzio può essere e talvolta è confiscato dalla dogana americana, se sembra essere destinato al consumo.

Un falso-assenzio chiamato Absente, prodotto con Artemisia abrotanum invece che con Artemisia absinthium (assenzio), viene venduto legalmente negli Stati Uniti, sebbene la proibizione della FDA si estenda a tutte le specie di Artemisia, inclusa quindi, in teoria, l'Artemisia dracunculus, conosciuta come dragoncello. Ad ogni modo, l'Absente viene venduto nei negozi di liquore al dettaglio perché la qualità esportabile fatta per gli Stati Uniti non contiene assenzio.

### Svizzera
In Svizzera, la proibizione dell'assenzio fu addirittura scritta nella costituzione nel 1907, in seguito a una iniziativa popolare. Nel 2000 questo articolo fu sostituito durante una revisione generale della costituzione, ma la proibizione fu semplicemente spostata nel codice di legge ordinaria. Successivamente questa legge fu revocata, così il 1º marzo 2005, l'assenzio divenne ancora legale nel suo paese d'origine, dopo circa cento anni di proibizione.

## Assenzio nell'arte
- Il bevitore d'assenzio (Le Buveur d'absinthe) è un dipinto di Édouard Manet del 1858-1859, conservato alla Ny Carlsberg Glyptotek di Copenaghen.
- L'absinthe (L'assenzio) è un dipinto di Edgar Degas del 1876, custodito nel Musée d'Orsay a Parigi.
- La bevitrice d'assenzio è un dipinto di Pablo Picasso del 1901.
- Il gruppo musicale italiano Bluvertigo ha portato al Festival di Sanremo 2001 una canzone dal titolo L'assenzio (The Power of Nothing), contenuta nel disco Pop Tools (2001).
- Il rocker Marilyn Manson nel 2007 è divenuto promotore di tale distillato, creandone una propria marca: il "Mansinthe".
- Il cantautore italiano Luca Dirisio ha estratto dall'album Compis (a pretty fucking good album) il primo singolo, intitolato Nell'assenzio.
- I Kasabian, rockband di Leicester, hanno incluso nell'album Velociraptor! (2011) una canzone intitolata "La Fee Verte", caratterizzata da riferimenti all'assenzio ed ai suoi effetti.
- L'esoterista Aleister Crowley ha dedicato agli effetti dell'assenzio il saggio The Green Goddess (1918)